# ブーシェ・ア・ラ・レーヌ

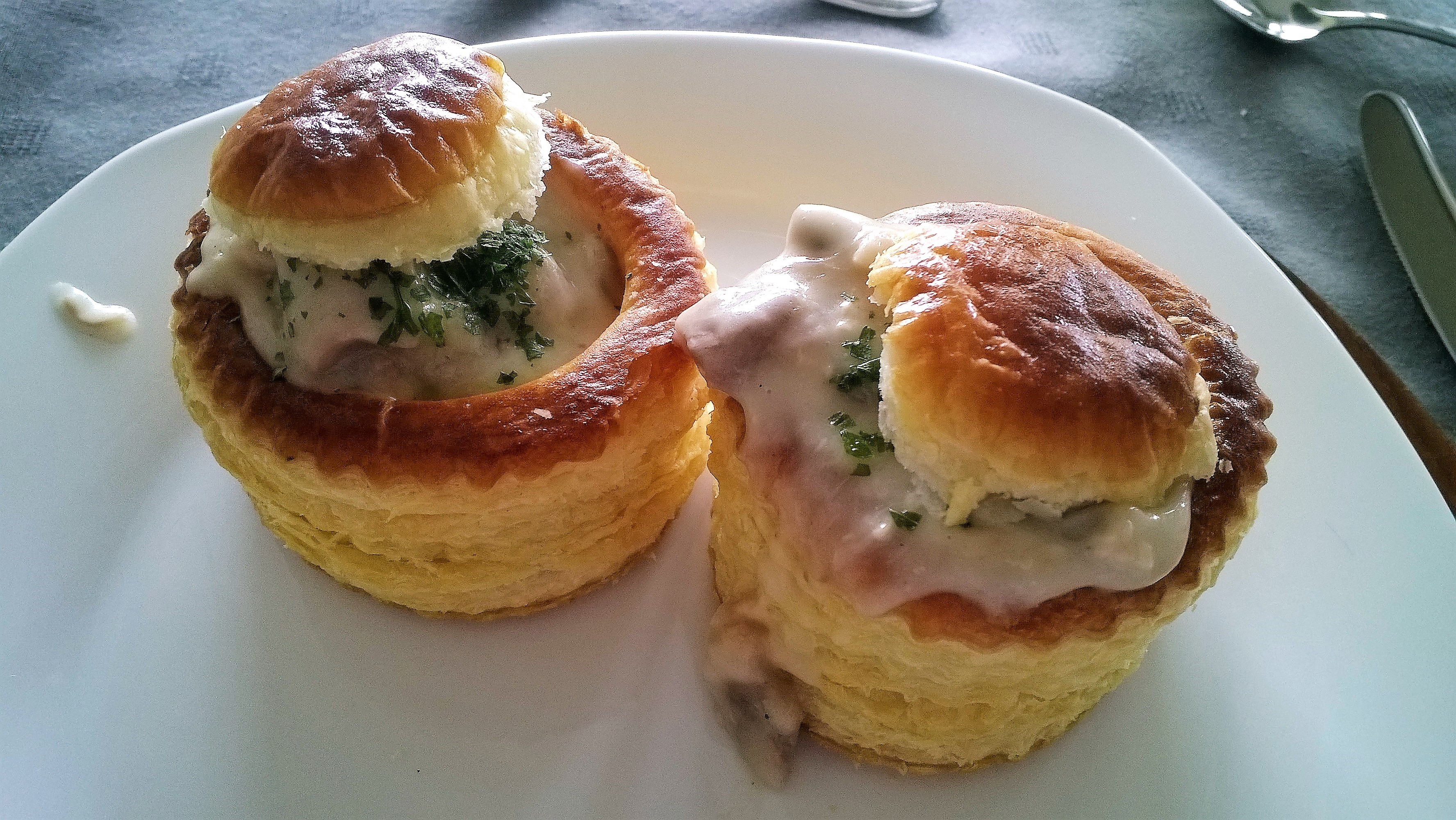
ブーシェ・ア・ラ・レーヌの例

ブーシェ・ア・ラ・レーヌ、ブシェ・ア・ラ・レーヌ（フランス語: bouchée à la reine）は伝統的なフランス料理、またはデザート。
「ア・ラ・レーヌ」は「女王風」の意であり、「ブーシェ」は一口サイズの温製オードブルの意である。
フランス王ルイ15世の妃マリー・レクザンスカ付きの料理人が考案し、マリー・レクザンスカのお気に入り料理であった。
小さく切った具材を濃厚なソース（ベシャメルソース、ヴルーテソース、ホワイトソースなど）でからめて、パイ生地に詰めた料理である。
当初は、鶏肉をクリームソースでからめたものが詰められていたが、19世紀の終わりには鶏肉、トリュフ、マッシュルームを切ったものが使用されるようになった。やがて、次のようなさまざまな材料が用いられるようになった。
- 野菜のみじん切り
- ジビエ
- アスパラガスの穂先とトリュフ
- フォアグラ
- ザリガニとナンチュア・ソース
- オマール海老

今日では貝類、魚肉、シビレ、ハムなど更にいろいろな食材が用いられる。共通するのはソースが濃厚であることで、これはソースがパイ生地に吸収されないようするためで、パイ生地はあくまでもサクサクとした食感を保つ必要がある。